# 指引明路
〈指引明路〉（英語：We Light the Way）是美國HBO奇幻劇情电视剧《龍族前傳》第一季的第五集，集名源自原著《冰与火之歌》中海塔尔家族的家族箴言。該集由查梅因·德格萊特（Charmaine De Grate）編劇，克萊爾·基爾納執導，並於2022年9月18日首播。
由於該集與下一集之間會有一段長時間的時間跳躍，因此該集將會是兩位主要演員米莉·愛考克和艾蜜莉·凱利最後一次分別飾演年輕版的雷妮拉·坦格利安和亞莉森·海塔爾，下一集開始兩個角色的成人版將分別由艾瑪·達西和奥利维亚·库克飾演。
該集獲得普遍的正面評價，影評人稱讚凱莉的演出以及蘭諾和雷妮拉在潮頭島的對話。

## 劇情

### 艾林谷
雷婭·羅伊斯夫人（瑞秋·雷德福德 飾）在符石城外的草原上狩猎时遇見被放逐回谷地的丈夫戴蒙·坦格利安親王（馬特·史密斯 飾），戴蒙使雷婭的馬受驚將她摔伤在地上，隨後用石頭將她殺死，並對外宣稱為一場意外。

### 潮頭島
韋賽里斯·坦格利安一世國王（派迪·康斯丁 飾）和雷妮拉·坦格利安公主（米莉·愛考克 飾）亲自乘船拜访潮頭島安排与蘭諾·瓦列利昂爵士（提奧·內特（Theo Nate） 飾）的婚姻，但蘭諾的父親科利斯·瓦列利昂伯爵（史提夫·陶森特 飾）並沒有在城堡外恭迎韋賽里斯，反而只在大廳裡等待他的到來。韋賽里斯向科利斯和堂姊雷妮絲·坦格利安（夏娃·貝斯 飾）提親，瓦列里昂夫婦希望孩子和繼承人能保留瓦列里昂家族的姓氏，韋賽里斯隨後答應孩子出生後能隨父姓為瓦列里昂，但登上王位後需要改姓坦格利安以延續坦格利安家族未來數百年的統治，科利斯同意這個協定。
雷妮拉在与蘭諾散步時透露自己了解他的同性取向，隨後向他提出开放式婚姻的建議：他們會履行皇室職責誕生出繼承人，但同時亦能擁有各自的情人。蘭諾也高兴的同意了。
在返回的路上，雷妮拉的情人克里斯顿•科尔爵士（法比恩·法蘭科 飾）提出要她放弃荣华富贵与之私奔，在被拒绝后不欢而散。

### 君臨
奧托·海塔爾爵士（萊斯·伊凡 飾）在離開君臨之前警告女兒亞莉森·海塔爾王后（艾蜜莉·凱利 飾），如果雷妮拉將來即位成為女王，亚莉森的孩子将被视為威脅难逃被殺。亞莉森被“拐脚”拉里斯·史壯（馬修·尼德姆 飾）告知韋賽里斯派梅羅斯大學士（大衛·霍羅維奇 飾）給雷妮拉墮胎茶的消息，因而召見克里斯頓詢問當晚的真相。克里斯頓不打自招告訴亞莉森是自己違背了御林鐵衛的禁欲誓言与雷妮拉有染。亞莉森得知真相後並無懲罰克里斯頓，隨後一個人不發一語地在思索著什麼。
在慶祝即將舉行皇家婚禮的盛宴上，亞莉森打断韋賽里斯演講，特意穿著鮮豔的綠色禮服進入大廳，意味決定與雷妮拉爭奪未來的王位。宴席中傑拉德·羅伊斯爵士（歐文·奧克肖特（Owen Oakeshott） 飾）直面指控戴蒙謀殺自己的堂妹雷婭，戴蒙否認並表示要繼承妻子的遺產，包括封地符石城。戴蒙随后与蘭諾的妹妹蘭娜·瓦列利昂小姐（薩凡納·斯泰恩（Savannah Steyn） 飾）搭讪，并且直面质疑雷妮拉是否真甘心嫁给蘭諾，被雷妮拉当面嘲讽。
蘭諾的情人喬佛里·隆莫斯爵士（索利·麥克勞德（Solly McLeod） 飾）意識到克里斯頓就是雷妮拉的情人，因而沾沾自喜地提議保守彼此的秘密，结果克里斯頓被激怒在大庭广众面前乱拳打死他，导致這場婚宴災難性地結束。喬佛里的死亦讓蘭諾傷心欲絕。為了避免更多的醜聞事件發生，雷妮拉和蘭諾被仓促安排在當晚私下成婚，但在婚禮過程中身心俱疲的韋賽里斯昏迷倒下。
最後，當克里斯頓爵士因違背自己作為御林鐵衛的誓言而打算荣誉自杀時，亞莉森出面阻止了他，並打算與他聯手爭奪王位。

## 迴響

### 收視率
該集在播出後的美國總收視人數為183萬觀眾，並在美國18-49歲的成年人統計人口中獲得0.42的收視率。

### 評價
該集獲得大多數的正面評價。根据評論匯總网站爛番茄汇总的97篇评论文章，86%的评论家给予该作正面评价，使之獲得「認證新鮮」標識，平均打分为7.50分（满分10分）」
為《GamesRadar+》撰稿的莫莉·愛德華茲（Molly Edwards）給該集四顆星的評價（滿分五顆星），並說：“我們已經越過《龍之家族》第一季的中點了，當我們在向最後一集邁進時，戰線亦已經畫好……《龍之家族》為即將到來的戰爭做好了準備—— 而那個傳奇的坦格利安王朝比以往任何時候都更加脆弱。”她也進一步讚揚凱莉的演出。《Den of Geek》的亞歷克·博哈拉德（Alec Bojalad）給該集三顆星的評價（滿分五顆星），他批評克里斯頓在該集的人物塑造，但讚揚蘭諾和雷妮拉在潮頭島的對話，並總結說：“《龍之家族》最優秀的時候是觀眾無時無刻都能感受到歷史的重量，這就是為什麼該集的大多數各種對話和洽談都奏效，但更根本的動作時刻卻沒有奏效的原因：當僅僅看到一個穿著綠色禮服的年輕女子就足以讓整個婚禮嘎然而止時，我們也就不需要克里斯頓·科爾爵士碾碎其他人的臉。希望《龍之家族》能吸取這個教訓，讓我們的想像力能繼續自由發揮。”《影音俱樂部》的珍娜·舍勒（Jenna Scherer）給該集評分為“B-”。《IGN》的海倫·奧哈拉給該集7/10分的評價並說：“本星期又是對話過多的一集，但卻能成功地進一步曝露坦格利安家族的分裂……但優秀的演出讓該集保持有趣，尤其是米莉·愛考克和艾蜜莉·基利，他們在下一集的時間跳躍前以卓越的演出寫下她們完美的結局。”

## 外部連結
- 互联网电影数据库上指引明路的资料（英文）

- 《指引明路》（页面存档备份，存于）在HBO
- 爛番茄上《指引明路》的資料（英文）